# Julien Soares
Ne doit pas être confondu avec Johan Soares.
Julien Soares, né le 22 octobre 1988 à Montpellier, est un footballeur français international de football de plage.

## Palmarès
Montpellier Hérault Beach Soccer
- Championnat de France
  - Finaliste en 2012 et 2013
  - 3e en 2011
  - 4e en 2010
  - Champion départemental et régional en 2012 et 2013

 VillaFranca
- Montée en Série A en 2013

 Équipe de France
- 3e des Jeux méditerranéens de plage en 2019

## Statistiques
- 2013[1]
  - 10 matchs (sur 13) et 5 buts avec Montpellier Hérault Beach Soccer
  - 2 Matchs avec VillaFranca